# Donovan in Concert
Donovan in Concert, ett livealbum av Donovan utgivet i juli 1968. Inspelningen är från en konsert i Anaheim, Kalifornien, USA och gjordes den 23 september 1967. Albumet gavs ut på Pye Records i Storbritannien och Epic Records i USA. Donovan valde på den här konserten att framföra albumspår framför hitsinglar. Endast två låtar på albumet, "There Is a Mountain" och "Mellow Yellow" var hits.

## Låtlista
1. Isle of Islay - 4:21
2. Young Girl Blues - 6:09
3. There Is a Mountain - 3:04
4. Poor Cow - 3:28
5. Celeste - 5:15
6. The Fat Angel - 3:24
7. Guinevere - 2:46
8. Widow With Shawl (A Portrait) - 3:34
9. Preachin' Love - 5:03
10. The Lullaby of Spring - 3:08
11. Writer in the Sun - 4:30
12. Pebble and the Man - 3:10
13. Rules and Regulations - 2:54
14. Mellow Yellow - 4:18